# Pestrohlávek bornejský
Pestrohlávek bornejský (Pityriasis gymnocephala) je druh pěvce, který je jediným příslušníkem čeledi Pityriaseidae. Je endemitem ostrova Borneo.

## Taxonomie
Jeho klasifikace je předmětem sporů. V minulosti byl řazen mezi flétňákovité, přílbovníkovité, lasoletovité i krkavcovité. Nedávno bylo navrženo vytvoření čeledi Tephrodornithidae, která by zahrnovala kromě pestrohlávka i suříkovce a stromovníčky.

## Popis
Pestrohlávek je dlouhý okolo 25 cm, má černé nebo tmavošedé zbarvení s červenými stehny, krkem a hrdlem, na uších má šedé kruhové skvrny a na vrcholku hlavy žlutou lysinu. Při letu jsou vidět bílé skvrny na spodní straně křídel. Zobák je mohutný a zahnutý, ocas je krátký.
Vyznačuje se hlasitým nelibozvučným voláním.

## Rozšíření
Obývá rozptýleně pralesy na Borneu od nížin do nadmořské výšky 1200 m. Vyskytuje se v rašelinných deštných lesích, mangrovech a dvojkřídláčových porostech.

## Chování
Je společenským druhem, vytvářejícím malá hejna o šesti až deseti jedincích. Sdružuje se s jinými ptáky, např. trogony, drongy nebo zoborožci. Zdržuje se v hustém podrostu a je těžkopádným letcem. Živí se rostlinnou stravou. Vejce dosahuje rozměrů 31x25 mm. O rozmnožování a způsobu života vůbec se vzhledem ke skrytému životu pestrohlávků dosud mnoho neví.

## Ochrana
Životní prostor pestrohlávka se zmenšuje kvůli intenzivní těžbě dřeva, byl proto zařazen mezi zranitelné taxony.